# Segunda División B 1928-1929
L'edizione 1928-29 della Segunda División B fu il primo campionato di calcio spagnolo di terza divisione. Il campionato vide la partecipazione di 10 squadre. Le prime due furono promosse in Segunda División A.

## Squadre partecipanti
- Barakaldo (Barakaldo)
- FC Cartagena (Cartagena)
- Castellón (Castellón)
- Leonesa (León)
- Torrelavega (Torrelavega)
- Osasuna (Pamplona)
- Murcia FC (Murcia)
- Real Valladolid (Valladolid)
- Saragozza (Saragozza)
- Tolosa CF (Tolosa)

## Classifica finale
|  | Pos. | Squadra         | Pt | G  | V  | N | P  | GF | GS | DR  |
|  | ---- | --------------- | -- | -- | -- | - | -- | -- | -- | --- |
|  | 1.   | Leonesa         | 26 | 18 | 13 | 0 | 5  | 55 | 31 | +24 |
|  | 2.   | Real Murcia     | 24 | 18 | 11 | 2 | 5  | 56 | 37 | +19 |
|  | 3.   | Castellón       | 23 | 18 | 11 | 1 | 6  | 54 | 34 | +20 |
|  | 4.   | Torrelavega     | 20 | 18 | 8  | 4 | 6  | 36 | 38 | -2  |
|  | 5.   | Saragozza       | 20 | 18 | 9  | 2 | 7  | 44 | 41 | +3  |
|  | 6.   | Real Valladolid | 19 | 18 | 9  | 1 | 8  | 44 | 46 | -2  |
|  | 7.   | Osasuna         | 15 | 18 | 6  | 3 | 9  | 35 | 41 | -6  |
|  | 8.   | Tolosa CF       | 12 | 18 | 5  | 2 | 11 | 26 | 46 | -20 |
|  | 9.   | Barakaldo       | 11 | 18 | 4  | 3 | 11 | 34 | 50 | -16 |
|  | 10.  | FC Cartagena    | 10 | 18 | 3  | 4 | 11 | 24 | 44 | -20 |

### Verdetti
- Leonesa e  Real Murcia promosse in Segunda División 1929-1930.

## Tabellone
|                  | Bar  | Car  | Cas  | CLe  | Gim  | Osa  | RMu  | RUn  | RZa  | Tol  |
| ---------------- | ---- | ---- | ---- | ---- | ---- | ---- | ---- | ---- | ---- | ---- |
| Barakaldo        | –––– | 2-2  | 1-2  | 2-3  | 0-0  | 3-1  | 3-4  | 3-0  | 2-1  | 7-0  |
| Cartagena        | 2-2  | –––– | 0-2  | 1-3  | 0-0  | 5-1  | 1-1  | 5-2  | 1-3  | 1-0  |
| Castellon        | 6-2  | 6-0  | –––– | 5-3  | 4-1  | 2-2  | 4-3  | 3-1  | 6-1  | 5-0  |
| Cultural Leonesa | 4-1  | 4-0  | 4-0  | –––– | 3-0  | 3-2  | 4-1  | 5-1  | 3-2  | 5-1  |
| Gimnastica       | 5-0  | 3-1  | 3-2  | 3-2  | –––– | 2-2  | 3-2  | 3-0  | 5-1  | 1-1  |
| Osasuna          | 5-2  | 3-2  | 3-1  | 0-3  | 3-0  | –––– | 1-2  | 4-0  | 1-2  | 0-0  |
| Real Murcia      | 4-0  | 2-1  | 1-2  | 2-1  | 7-2  | 6-0  | –––– | 5-3  | 5-1  | 4-1  |
| Real Union       | 2-1  | 2-1  | 4-2  | 0-2  | 3-2  | 5-1  | 7-2  | –––– | 6-3  | 3-0  |
| Real Zaragoza CD | 4-2  | 7-1  | 2-0  | 6-2  | 0-1  | 2-1  | 3-3  | 2-2  | –––– | 2-0  |
| Tolosa           | 5-1  | 1-0  | 3-2  | 4-1  | 7-2  | 1-5  | 0-2  | 2-3  | 0-2  | –––– |

### Record
- Maggior numero di vittorie:  Leonesa (13)
- Minor numero di sconfitte:  Leonesa e  Murcia FC (5)
- Migliore attacco:  Murcia FC (56 reti segnate)
- Miglior difesa:  Leonesa (31 reti subite)
- Miglior differenza reti:  Leonesa (+24)
- Maggior numero di pareggi:  Torrelavega e  FC Cartagena (4)
- Minor numero di pareggi:  Leonesa (0)
- Maggior numero di sconfitte:  Tolosa CF,  Barakaldo e  FC Cartagena (11)
- Minor numero di vittorie:  FC Cartagena (3)
- Peggior attacco:  FC Cartagena (24 reti segnate)
- Peggior difesa:  Barakaldo (50 reti subite)
- Peggior differenza reti:  Tolosa CF e  Cartagena FC (-20)